# Креолы Сьерра-Леоне
Криолы, креолы, самоназвание — крио (крио Krio people); народ, проживающий в Сьерра-Леоне. Наиболее данный народ распространен во Фритауне и близлежащих посёлках, а также на острове Бонте и Банановых островах (Банана). Численность народа составляет примерно 55 тыс. человек. Язык — крио, сформирован на базе креольского языка. Письменность на основе латинской. Религия криолов — протестантская (адвентисты седьмого дня, методисты, англикане), также есть приверженцы афрохристианских церквей и католики. Криолы — приверженцы мусульманской религии — образуют субэтническую группу крио-аку.
Криолы ведут западный образ жизни, отличаются высоким уровнем образования (Попов 1999: 375).

## Происхождение
Криолы как этнос сформировались в течение XIX века на территории Сьерра-Леоне в результате смешения потомков африканцев, переселившихся из США, Канады и Вест-Индии после освобождения из рабства, а также высланных с Ямайки (маруны), с бывшими рабами из разных районов Западной Африки, освобождёнными при захвате британским флотом судов работорговцев.

## Социальное расслоение
Для криолов типично сильное социальное расслоение. Большую часть населения составляют горожане, занятые предпринимательством, ремеслом и торговлей. Криолы занимают значимое место в административном аппарате Сьерра-Леоне. Из среды криолов вышли первые идеологи национально-освободительного движения, а также многие видные африканские политические деятели (Львова 1984: 123).

## Жилище
Криолы проживают в домах креольского типа, сделанных из бетона или кирпича с черепичной крышей. Иногда встречаются и двухэтажные дома (Милин 1971: 134).

## Питание
В основном криолы употребляют в пищу растительные продукты: овощные супы, каши из кукурузной и рисовой муки, лепёшки из бобовой или рисовой муки (Попов 1999: 376).

## Духовная культура
Духовная культура криолов является смесью африканских, американских и европейских культур, что нашло своё отражение в фольклоре криолов. Но до сих пор сохраняют некоторые элементы традиционных африканских верований: ежегодный ритуал поминовения семейных предков авуджо, тайные общества Огугу (Агугу), Геледе и др., вера в магию и колдовство (Попов 1999: 376).

## Семейная организация
Основа социальной структуры криолов — это малые моногамные семьи. Брачное поселение вирилокальное. Счёт родства патрилинейный, система терминов родства линейного типа. До нынешнего времени сохранились специфические общества взаимопомощи (компины) (Попов 1999: 376).